# Dimete
Nella mitologia greca, Dimete (in greco antico: Διμοίτης) è lo sventurato fratello di Trezene, citato dal poeta Partenio di Nicea.

## Il mito
Dimete era fratello di Trezene, del quale sposò la figlia Euopi, sua nipote. Il matrimonio si rivelò tutt'altro che felice: quest'ultima, infatti, si era innamorata del suo stesso fratello. Dimete, accortosene, raccontò a Trezene dell'incestuosa passione di Euopi la quale, accecata dalla vergogna e dall'ira, s'impiccò, augurando ogni specie di calamità su colui che aveva messo al corrente suo padre della vicenda.
Poco tempo dopo, Dimete, che camminava sulla spiaggia, vide un bellissimo corpo di donna sospinto sulla sabbia dalle onde e, colpito da un perverso desiderio sessuale, si unì ad esso compiendo un esplicito atto di necrofilia. Quando il cadavere si decompose, l'uomo gli consacrò una grande tomba ma, non potendo sopportare l'idea di abbandonare l'oggetto del suo amore, si trafisse con la spada sul sepolcro dell'amata.